# ربکا کیتینگ
ربکا کیتینگ (انگلیسی: Rebecca Kiting؛ زادهٔ ۸ مهٔ ۱۹۹۱) بازیکن فوتبال اهل استرالیا است.